# Henry Fieldman
Henry Fieldman, född den 25 november 1988 i Hammersmith, London, är en brittisk roddare.

## Karriär
Henry Fieldman var styrman i herrarnas åtta med styrman som tog brons vid OS 2020. Vid olympiska sommarspelen 2024 i Paris var han styrman i det brittiska damlag som tog brons i åtta med styrman.